# 桂福枝
桂 福枝（かつら ふくし、1988年（昭和63年）10月5日 - ）は、上方落語協会に所属する日本の落語家（上方噺家）。本名は大畑雄太。所属事務所は吉本興業。

## 来歴
香川県高松市（旧庵治町）出身。Twitter記載のプロフィールでは高松市立庵治小学校、高松市立庵治中学校を経て香川県立高松商業高等学校、千葉大学法経学部に入学。
大学卒業後、2012年5月1日に桂文福に入門し、桂恩狸（かつら おんり）となる。高座名は「オンリーワン」に由来する。
2023年10月1日より、大師匠である五代目桂文枝と師匠である文福の名跡の一字づつを取り「桂福枝」に改名した。

## 人物
身長は188cmあり、上方落語協会のプロフィールでは「上方落語界一高身長」と紹介されている。
東京で親交のある柳家かゑるから「恩狸会長」と呼ばれているのは「日本落語協会」というLINEグループを作った事に由来する。